# モセセ・ヴォカ
モセセ・ヴォカ（Mosese Voka、1985年6月7日 - ）は、フィジーのラグビーユニオン選手。

## プロフィール
- フィジー・ラウトカ出身[1]。
- ポジションはフランカー(FL)。
- 身長 193cm、体重 103kg
- フィジー代表キャップは10（2022年1月現在）。

## 略歴
2019年、ラグビーワールドカップ2019のフィジー代表に選ばれた。